# Dimensiones
Dimensiones. Un libro de casos de contacto extraterrestre (en el original en inglés Dimensions: A Casebook of Alien Contact) es un ensayo sobre ufología escrito en 1988 por el astrofísico, ufólogo y experto en informática francés Jacques Vallée. Es el primer volumen de su trilogía sobre contacto extraterrestre: Dimensiones, Confrontaciones, Revelaciones.
Concluyendo finalmente que la hipótesis extraterrestre era demasiada estrecha para abarcar los datos ovni, condujo su propia y extensa investigación global dando por resultado su trilogía del contacto extraterrestre. Este primer tomo es una versión ampliada del análisis mitológico seminal incluido en su obra Pasaporte a Magonia, con la que reconecta.

## Sinopsis
En Dimensiones, el primer volumen de su trilogía del contacto extraterrestre, el Dr. Jacques Vallée reexamina el registro histórico que llevó al moderno fenómeno ovni y a la creencia en el contacto extraterrestre.
A continuación, aborda el enigma de los informes de abducción, que provienen de diversas épocas y países, así como los componentes psíquicos y espirituales de la experiencia de contacto.
En la última parte del libro, señala los factores que inhiben la investigación del fenómeno -el triple encubrimiento y las motivaciones políticas- y concluye que la teoría extraterrestre simplemente no es lo suficientemente extraña como para explicar los hechos.

## Edición en castellano
- Jacques Vallée (2020). Dimensiones. Prólogo Whitley Strieber, ilustración Óscar Bometón. Editorial Reediciones Anómalas. ISBN 9788409244201.